# Championnat du Turkménistan de football 2002
Navigation
Saison 2001 Saison 2003
La saison 2002 du Championnat du Turkménistan de football est la dixième édition de la première division au Turkménistan. La compétition rassemble les neuf meilleurs clubs du pays qui sont regroupés au sein d'une poule unique et s'affrontent quatre fois, deux à domicile et deux à l'extérieur. À l'issue du championnat, le dernier du classement affronte le deuxième de deuxième division en barrage de promotion-relégation.
C'est le club de Şagadam Türkmenbaşy qui remporte la compétition cette saison après avoir terminé en tête du classement final, avec quatre points d'avance sur le tenant du titre, Nisa Achgabat et huit sur Garagam Türkmenabat. C'est le tout premier titre de champion du Turkménistan de l'histoire du club, qui manque le doublé en s'inclinant en finale de la Coupe du Turkménistan face à Garagam Türkmenabat.
Avec l'instauration de la nouvelle formule de la Ligue des champions de l'AFC, qui démarre dès le mois d'août 2002, il n'y a aucune place qualificative en compétition continentale à l'issue de la saison.

## Les clubs participants
| - Köpetdag Achgabat - Nebitçi Balkanabat - Merw Mary - Şagadam Türkmenbaşy - FK Ahal Akdashayak | - Nisa Achgabat - Garagam Türkmenabat - Turan Dashoguz - Galkan Achgabat |

## Compétition
Le barème de points servant à établir le classement se décompose ainsi :
- Victoire : 3 points
- Match nul : 1 point
- Défaite : 0 point

### Classement
| Rang | Équipe               | Pts | J  | G  | N  | P  | Bp | Bc  | Diff |
| ---- | -------------------- | --- | -- | -- | -- | -- | -- | --- | ---- |
| 1    | Şagadam Türkmenbaşy  | 67  | 32 | 21 | 4  | 7  | 65 | 29  | +36  |
| 2    | Nisa AchgabatT       | 63  | 32 | 18 | 9  | 5  | 79 | 21  | +58  |
| 3    | Garagam TürkmenabatC | 59  | 32 | 17 | 8  | 7  | 46 | 31  | +15  |
| 4    | Köpetdag Achgabat    | 55  | 32 | 16 | 7  | 9  | 45 | 35  | +10  |
| 5    | Nebitçi Balkanabat   | 53  | 32 | 16 | 5  | 11 | 61 | 39  | +22  |
| 6    | Merw Mary            | 37  | 32 | 9  | 10 | 13 | 36 | 54  | -18  |
| 7    | Turan Dashoguz       | 29  | 32 | 7  | 8  | 17 | 30 | 52  | -22  |
| 8    | Galkan Achgabat      | 27  | 32 | 7  | 6  | 19 | 27 | 49  | -22  |
| 9    | FK Ahal Akdashayak   | 9   | 32 | 2  | 3  | 27 | 17 | 102 | -85  |

|  | Champion du Turkménistan 2002                                 |
|  | Participation au barrage de promotion-relégation              |
|  | T : Tenant du titre C : Vainqueur de la Coupe du Turkménistan |

- Le résultat exact du barrage de promotion-relégation n'est pas connu mais on sait qu'Ahal Akdashayak se maintient parmi l'élite à l'issue de la rencontre.

## Bilan de la saison
| Championnat du Turkménistan de football 2002                             |                                 |
| Champion                                                                 | Şagadam Türkmenbaşy (1er titre) |
| Coupes et trophées                                                       |                                 |
| Vainqueur de la Coupe du Turkménistan 2002                               | Garagam Türkmenabat             |
| Promotions et relégations                                                |                                 |
| Promus en Yokary Liga                                                    | Gazçy Gazojak                   |
| Relégués en Championnat du Turkménistan de football de deuxième division | Aucun                           |